# Anni Lanz

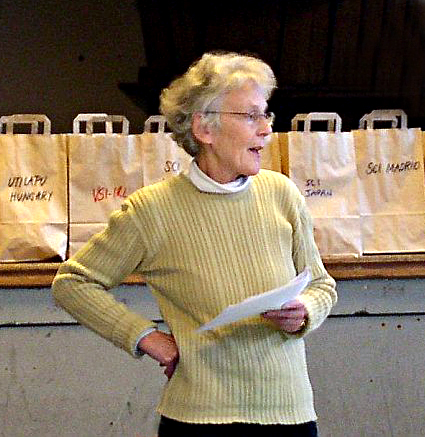
Anni Lanz (2005)

Anni Lanz (* 1945) ist eine Schweizer Menschenrechts-Aktivistin mit Fokus auf die Flüchtlingspolitik der Schweiz. Heute ist sie aktiv in der Flüchtlingshilfeorganisation Solidarité sans frontières.

## Leben
Anni Lanz lernte an der Kunstgewerbeschule Basel. Später studierte sie Soziologie an den Universitäten von Zürich und Basel.
Am 19. Dezember 2018 wurde Anni Lanz wegen Schlepperei vom Bezirksgericht Brig zu einer Busse von 800 Franken oder fünf Tage Gefängnis verurteilt. Das Urteil werde noch angefochten. Selbst sieht sie sich als Fluchthelferin.

## Auszeichnungen
2004 erhielt Anni Lanz die Ehrendoktorwürde der Juristischen Fakultät der Universität Basel.
«Die juristische Fakultät würdigt damit den unermüdlichen Einsatz von Anni Lanz für die Umsetzung der Menschenreche auf nationaler und internationaler Ebene, insbesondere im Bereich des Asylrechts und der Frauenrechte. In der Laudatio heisst es, dass Frau Lanz in ihrer beruflichen und ehrenamtlichen Tätigkeit das Recht konsequent in den Dienst an realen Menschen stellt und neben ihrer Lobbyarbeit jederzeit auch konkrete Hilfe leistet.»
Ihr Engagement wurde ebenfalls gewürdigt, als sie beim Projekt 1000 Frauen für den Friedensnobelpreis 2005 als eine von fünf Schweizer Frauen nominiert wurde.
2007 hat Anni Lanz den Fischhof-Preis erhalten, der vergeben wird von der Stiftung gegen Rassismus und Antisemitismus (GRA) und der Gesellschaft Minderheiten in der Schweiz (GMS).
2022 erhielt  Anni Lanz den Prix Courage Lifetime Award mit der Begründung: «Seit bald 40 Jahren kämpft Anni Lanz für Menschen auf der Flucht.»